# 과천 육봉 일명사지
과천 육봉 일명사지(果川 六峯 逸明寺址)는 대한민국 경기도 과천시 중앙동에 있는 조선시대의 절터이다. 2003년 4월 21일 경기도의 기념물 제191호 과천관악산육봉일명사지로 지정되었다가, 이후 현재의 명칭으로 변경되었다.

## 개요
사찰 출토유물의 편년을 토대로 통일신라말엽에 초창된 이후 12세기 중기까지 법맥을 이어오다가 12세기 말엽에서 14세기 중엽까지 일반적으로 폐사된 걸로 보이며 14세기 말경 중창된 것으로 판단된다. 이후 17세기 초반까지 법등을 밝혀오다 17세기 말경 폐사된 듯 하다.

## 현지 안내문
정서향의 사지로 전면에 길이 35m의 석축을 구축하여 약 400평 정도의 대지를 마련하고 있다. 사찰의 이름이나 규모는 알 수 없지만 2곳의 우물과 연화문대석 2기 및 석탑재 1기가 현존하고 있다. 연화문대석 중 1기는 복엽팔판의 연화문을, 또 다른 1기에는 단엽팔판의 연화문을 조식하고 있다. 이들 석재는 형상으로 보아 석불의 대좌에 쓰였던 부재로 생각된다.
석탑재는 반파되었으나 상면의 각호각형 3단의 받침이 조출된 점으로 보아 하층기단의 갑석으로 추정된다. 이들 석조물은 조각된 수법으로 보아 고려시대 초반에 조성된 것으로 추정된다.
이 중 연화문대석은 관악산에서 볼 수 있는 석조물 중 가장 정교하게 조각한 것이다. 아울러 관악산을 중심으로 발달했던 불교는 물론 석조미술의 일면을 볼 수 있는 좋은 자료로 생각된다.

## 참고 자료
- 과천육봉일명사지 - 국가유산청 국가유산포털
- 과천 관악산 육봉일명사지 - 과천시 문화관광